# Ekkehart Vesper
Ekkehart Vesper (* 26. Februar 1924 in Leipzig; † 24. Oktober 2005 in Flensburg) war ein deutscher Bibliothekar. Von 1972 bis 1987 war er Generaldirektor der heutigen Staatsbibliothek Potsdamer Straße in Berlin.

## Leben
Ekkehart Vesper besuchte das Oberrealgymnasium und die Universität in Leipzig. Nach der Promotion zum Dr. phil. an der Universität Leipzig, wo er Deutsch, Geschichte und Altnordistik und Slavistik studiert hat, am 15. August 1950 und dem Bibliotheksreferendariat an der Deutschen Bücherei (1949–1951) arbeitete er von 1951 bis 1957 an der Deutschen Bibliothek Leipzig und der Universitätsbibliothek Leipzig, von 1958 bis 1965 als Bibliotheksoberrat an der Universitätsbibliothek Saarbrücken und von 1965 bis 1972 an der Bibliothek der TH bzw. TU und als Direktor der Technischen Informationsbibliothek Hannover. Von 1972 bis 1987 war er Generaldirektor der Staatsbibliothek Preußischer Kulturbesitz. In seine Amtszeit fiel der Neubau an der Potsdamer Straße.
Ekkehart Vesper war evangelisch, ab 1951 verheiratet mit Elisabeth Vesper, geborene Heun, und hatte vier Kinder (Ingrid, Almut, Bettina und Roland).

## Schriften (Auswahl)
- Christen und Christentum in den isländischen Sagas. Leipzig 1950, OCLC 699284694.
- als Herausgeber: Staatsbibliothek Preußischer Kulturbesitz. Festgabe zur Eröffnung des Neubaus in Berlin. Wiesbaden 1978, ISBN 3-88226-035-1.